# مناورة فرنتزل

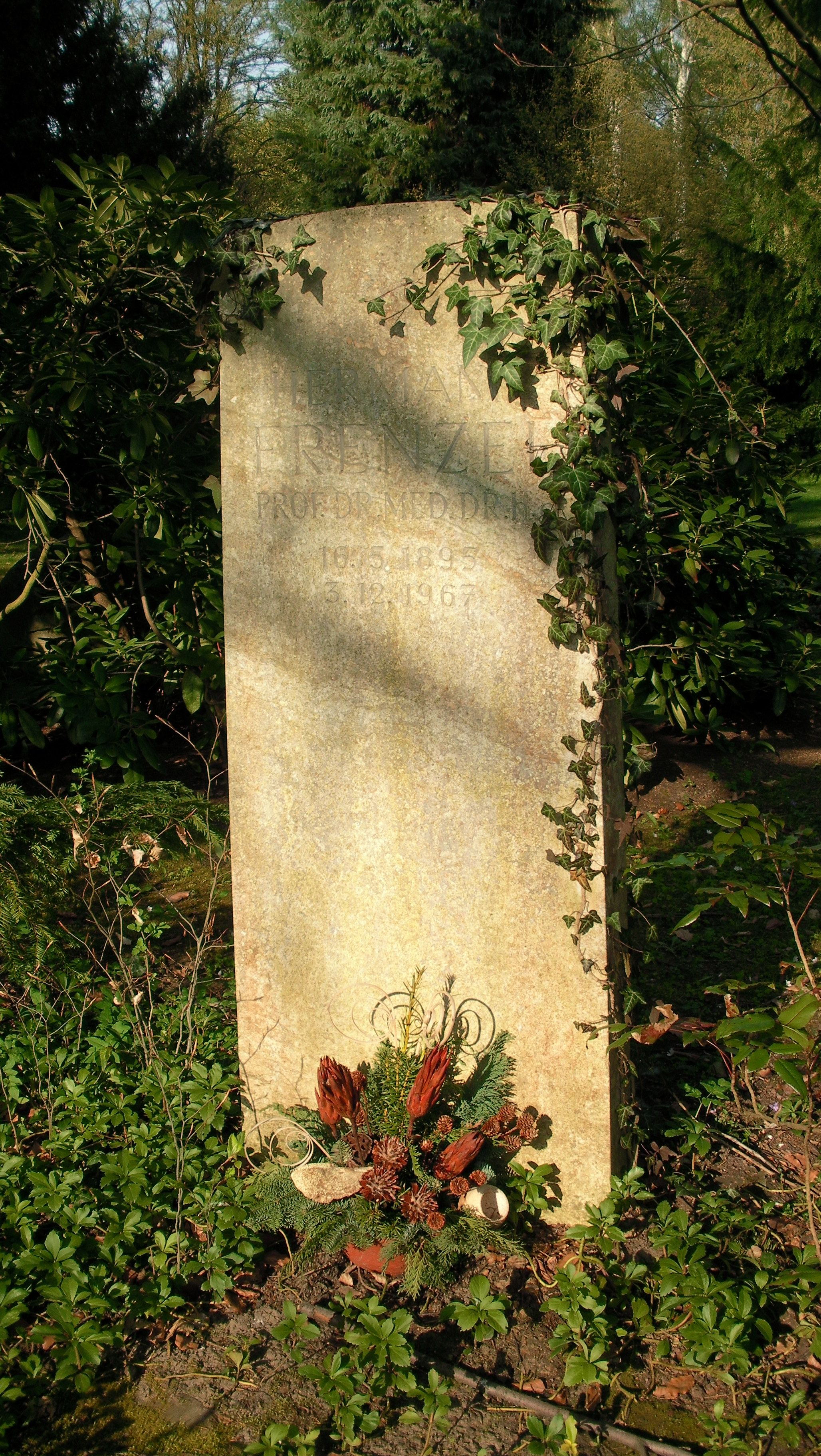
قبر د. فرينتزل بغوتينغن

مناورة فرنتزل (بالإنجليزية: Frenzel maneuver) هي عملية معادلة الضغط على الأذنين عند ازدياد الضغط المحيط.
عند الهبوط سريعا من ارتفاع عالٍ، كهبوط طائرة أو انحدار سيارة على جبل أو نزول مصعد سريع أو هبوط الغواص في الأعماق؛ يتزايد الضغط الجوى سريعا مما يؤدى إلى ألم في الأذنين قد يتطور إلى تمزق في غشاء طبلة الأذن أو احتقان الأذن الداخلية إن لم يتم معادلة هذا الضغط سريعا في الأذن الوسطى.
تُستخدم مناورة فرنتزل لتحقيق تعادل الضغط في الأذن الوسطى. سُمِّيَت مناورة فرنتزل بهذا الاسم، نِسبةً إلى طبيب الأنف والأذن والحنجرة الألماني د.هيرمان فرنتزل (1895-1967) الذي اخترعها حينما كان قائداً بسلاح الجو الألماني في الحرب العالمية الثانية.
تم تطوير مناورة فرنتزل في عام 1938 وكانت تدرّس في البداية لطيارى قاذفات القنابل الألمانية «ستوكا» خلال الحرب العالمية الثانية لقصف الأهداف الأرضية، حيث أنهم ينبغى أن يهبطوا سريعا بالطائرة لقذف القنابل في حركة أشبه بالغوص من عَلٍ، مما يولّد ضغطاً فجائياً على الأذن.
اليوم، يتم تنفيذ المناورة أيضا من قِبَل غواصي سكوبا والغوص الحر والركاب على الطائرات عندما تنحدر سريعا عن ارتفاعها.

## الأذن الوسطى
الأذن الوسطى عبارة عن تجويف يقع خلف الطبلة ويتصل بتجويف البلعوم بواسطة قناة استاكيوس، المسئولة عن تعادل الضغط الجوي على جانبي غشاء الطبلة.
توجد في الأذن الوسطى عظيمات السمع الثلاث وهي (المطرقة، السندان، الركاب).
للأذن الوسطى أهمية خاصة، فإلى جانب نقلها الموجات الصوتية من غشاء الطبلة إلى الأذن الداخلية تقوم بموازنة الضغط داخل الأذن مع الضغط الجوي الخارجي عن طريق قناة استاكيوس.
في مناورة فرنتزل يتم دفع الهواء خلال قناة استاكيوس إلى الأذن الوسطى لزيادة الضغط على الغشاء الداخلى لطبلة الأذن، ومعادلة ازدياد الضغط على الغشاء الخارجى لها.

## كيفية تنفيذ مناورة فرنتزل
- يتم حظر خروج الهواء من تجويف الأنف، وذلك عن طريق الضغط الجانبى على فتحتى الأنف أو استخدام مشبك للأنف.
- ثم يتم حظر خروج الهواء من تجويف الفم إلى داخل الرئة، وذلك بإغلاق الحَلق كما هو الحال عندما يتم إنتاج الصوت (ت) أو (د) أو (ط) والوقوف عليه.
- عند إغلاق الحنجرة، تنعزل الرئتين بذلك ولا تدفع بهواء إلى الفم (على عكس مناورة فالسالفا التي تعتمد على هواء الرئة لمعادلة ضغط الأذن الوسطى).
- ثم يتم بعدها تحريك الجزء الخلفي من اللسان بلطف عدة مرات صعودا وإلى الوراء، لكبس الهواء تدريجيا في القناتين الموصلتين إلى الأذنان، وبها يتم معادلة الضغط في الأذن الوسطى.
- يلاحظ عدم أخذ هواء جديد من الرئة بتاتاً وإلا لأصبحت بذلك تسمى: مناورة فالسالفا، والتي لها طريقة مختلفة.

### تفسير ما يحدث
عند القيام بالخطوات السابقة أعلاه، يتم دفع الهواء المضغوط في قناة استاكيوس (النفير) ، ومنها إلى الأذن الوسطى فيتم بذلك معادلة الضغط على جانبي طبلة الأذن.

### متى ينبغى القيام بمناورة فرنتزل
يستلزم عمل مناورة فرنتزل في الحالات التي يرتفع فيها الضغط المحيط سريعاً، فيرتفع الضغط تبعا لذلك على الجزء الخارجى من طبلة الأذن ويؤلمها، ويحدث ذلك سواء في حالة تناقص ارتفاع الطائرة مثلا أو في حالة نزول الغواصين للأعماق.

### الفارق بين «مناورة فرنتزل» و «مناورة فالسالفا»
- بالمقارنة بين مناورة فالسالفا ومناورة فرنتزل ، فإن الأخيرة تحمل مخاطر أقل بكثير من الإفراط في الضغط على الأذن الوسطى أو الأذن الداخلية وما قد يستتبعه من احتقان محتمل.
- بالنظر لإستخدام مشبك الأنف في مناورة فرنتزل، فإنها بذلك تجعل معادلة الأنف تُجرى بدون استخدام الأيدي مما يجعل الأيدى حرة.
- كذلك، فإن مناورة فرنتزل يمكن عملها في أي وقت خلال دورة التنفس العادية كما وأنها لا تمنع العائد الوريدي إلى القلب.

إن الجهد المطلوب لأداء مناورة فرنتزل لهو بسيط، كما وأنه يمكن تكرارها عدة مرات سريعاً.

## معرض الصور

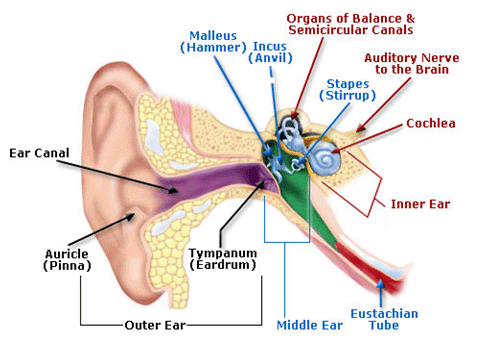
قناة الأذن الخارجية مظللة باللون البنفسجى - الأذن الوسطى مظللة باللون الأخضر - قناة استاكيوس مظللة باللون الأحمر
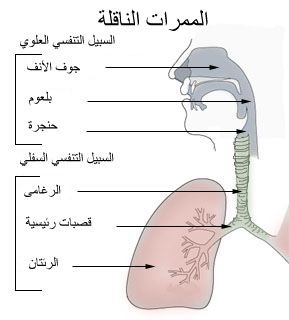
ممرات الهواء واتصالها جميعا بتجويف الأنف
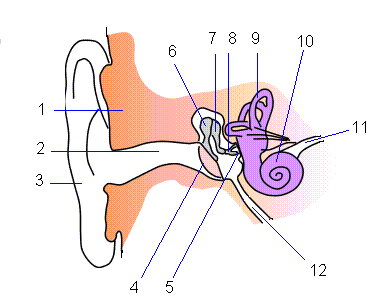
تشريح الأذن: 4-طبلة الأذن ، 12-قناة استاكيوس
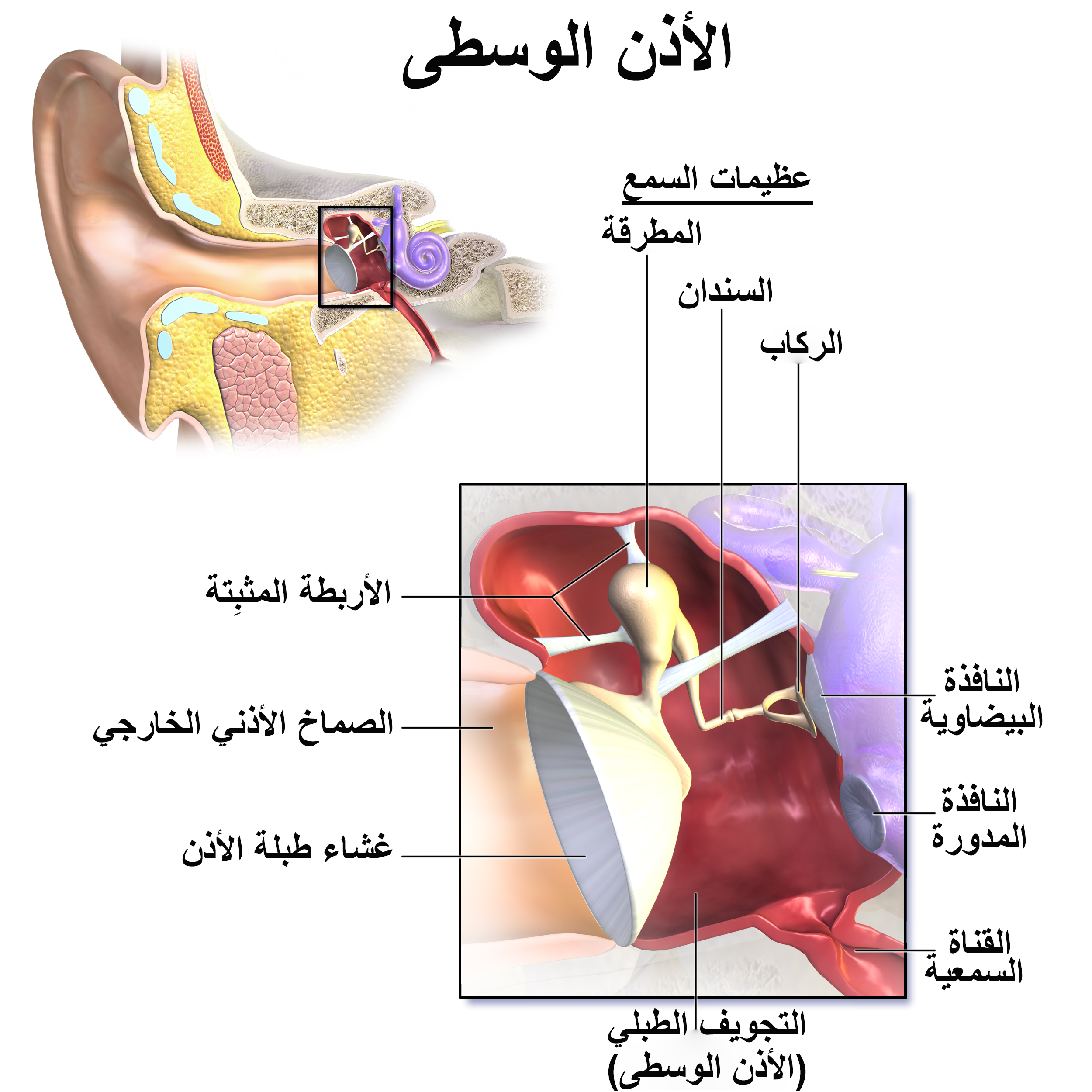
الأذن الوسطى
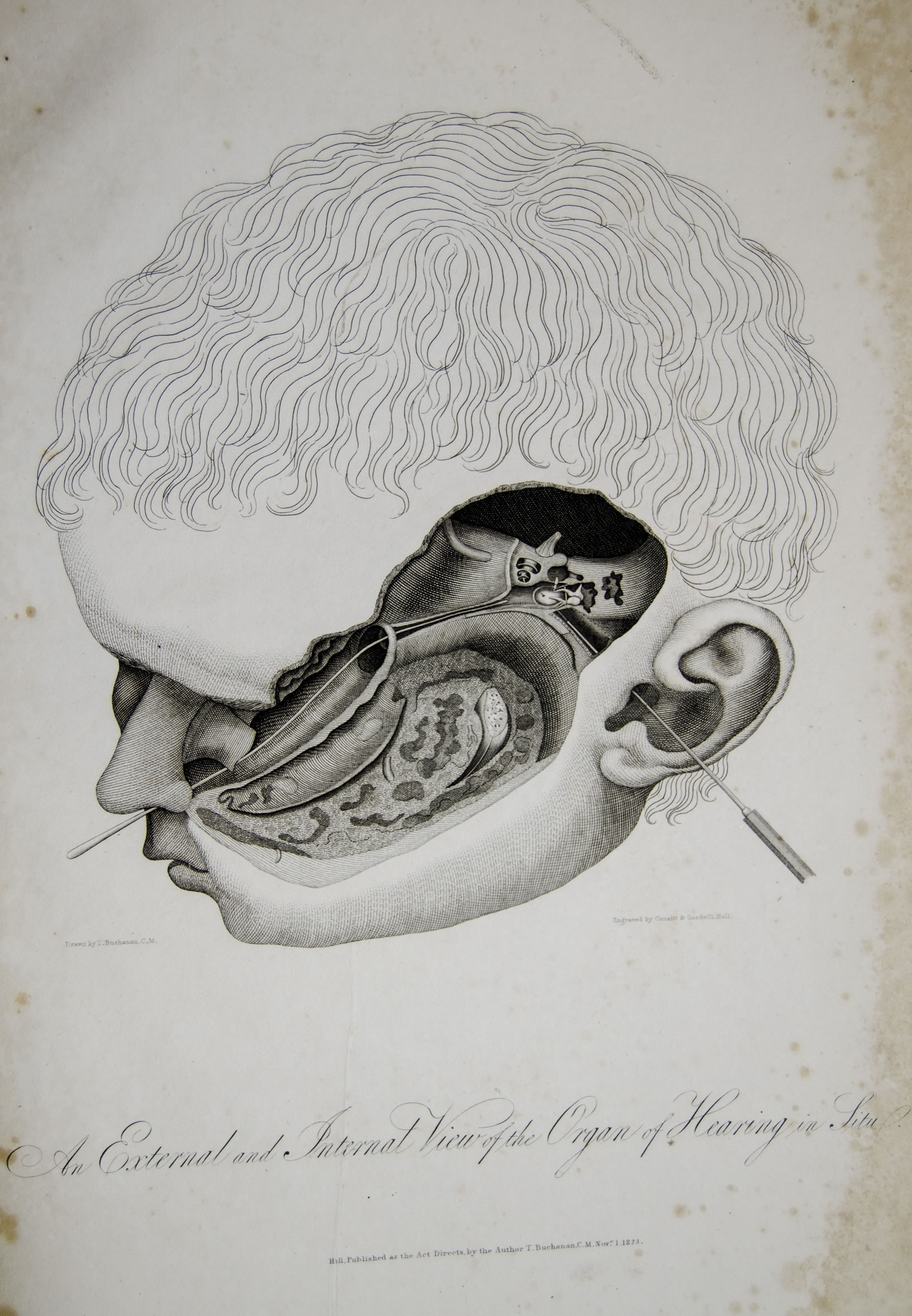
يمكن رؤية مسارىّ الضغط على جانبى طبلة الأذن، المسار الخارجى عن طريق الأذن الخارجية، والمسار الداخلى عن طريق قناة استاكيوس